# 毛頭俯海鯰
毛頭俯海鯰為輻鰭魚綱鯰形目海鯰科的其中一種，分布於東太平洋的哥斯大黎加、巴拿馬及厄瓜多半鹹水、鹹水水域，體長可達29公分，棲息在沿海，屬肉食性，生活習性不明，可做為食用魚。

## 擴展閱讀
維基物種上的相關：毛頭俯海鯰